# 偵測極限
偵測極限（英語：或，缩写为或）是指能够令检测结果满足一定信賴度或具有一定显著性差异的最低訊號強度或最小物理量。

## 延伸阅读
- 背景輻射
- 雜訊
- 分析化学
- 化学计量学